# Ball de Diables de l'Arboç
El Ball de Diables de l'Arboç és el ball de diables de l'Arboç, municipi del Baix Penedès. Actualment en formen part més de seixanta membres dividit en tres grups: el Ball de Diables, el Ball de Diables infantil i el Drac Badalot. Participa en la Festa Major de l'Arboç i en diferents cercaviles i correfocs de diverses poblacions de Catalunya, i l'estranger.
La primera referència data del 1846, a partir d'un document en el qual consta la compra per part de l'Ajuntament de l'Arboç, d'uns vestits nous confeccionats a Vilafranca del Penedès. Des del 1846, el Ball de Diables de l'Arboç no ha deixat mai de sortir, excepte els períodes de guerres.

## L'acte sacramental i la carretillada
Durant la Festa Major de l'Arboç, el quart diumenge d'agost, representa el ball parlat o auto sacramental. És una petita obra de teatre de carrer on Llucifer, la Diablessa, el borró primer i segon, i l'àngel, tenen una discussió dialecta. El text més antic del ball parlat és una transcripció feta, a partir de fonts orals, l'any 1907 per Joan Tarafa i Gumà.
L'Elsa és el fragment del final de l'acte sacramental. La Diablessa es posa al centre, i al seu voltant s'agenollen els diables. La Diablessa recita el següent vers: 
"Elsa, sabreu que sóc la supèrbia
enemiga de Miquel. Jo sóc Isabel.
Puix que tanta culpa en teniu
i hem caigut tots en la pena, 
vindreu a l'infern en mi
i vos calaré foc a l'esquena"
A la nit, al racó de la carretillada, representen la Carretillada. Els diables, al so del timbal, ballen amb pirotècnia encesa, fent una mitja volta. De tant en tant, surten Llucifer, Diablessa o altres diables, se situen al centre i disparen tot d'elements pirotècnics. Al final, tots els diables fan una encesa pirotècnica conjunta de gran espectacularitat. La carretillada acaba amb una encesa de tres sortidors pirotècnics per part del Llucifer.

## Cronologia
L'any 1979 participa en el 1r Correfoc a les Festes de la Mercè, conjuntament amb el Ball de Diables de Vilanova i la Geltrú. L'any 1981 va organitzar la Primera Trobada de Diables de Catalunya. En aquesta trobada hi van participar 16 colles de diables. El 1981 creen el Ball de Diables infantil de l'Arboç.
L'any 1988 l'historiador arbocenc Esteve Cruanyes va publicar el llibre "Ball de Diables de l'Arboç" on es fa un recull de la trajectòria i les característiques d'aquesta colla. El 1993 estrenen el Drac Badalot, construït per l'artista Dolors Sans.
El 1995 el Ball de Diables de l'Arboç, conjuntament amb el Ball de Diables de Vilafranca del Penedès, el Ball de Diables de Sitges-Colla Vella, el Ball de Diables de Sant Quintí de Mediona, el Ball de Diables de Vilanova i la Geltrú, el Ball de Diables del Vendrell, el Ball de Diables de Torredembarra i el Ball de Diables de Tarragona, formen la Coordinadora de Balls de Diables amb Parlaments de Catalunya, amb l'objectiu de promocionar els balls de diables amb referències històriques i amb balls parlats.
El 22 de desembre del 2009 el Govern de la Generalitat de Catalunya, mitjançant l'acord de govern GOV/242/2009, declara la Festa Major de l'Arboç com a Festa Patrimonial d'Interès Nacional, i el Ball de Diables de l'Arboç i la Carretillada, com a Element Festiu Patrimonial d'Interès Nacional. El 2016, el Centre de Restauració de Béns Mobles de Catalunya va restaurar dos timbals del Ball de Diables de l'Arboç que provenen de la Guerra del Francès i van ser utilitzats pel mateix ball fins al 2006.